# Ctenichneumon lethifer
Ctenichneumon lethifer är en stekelart som först beskrevs av Alexander Mocsáry 1878.
Ctenichneumon lethifer ingår i släktet Ctenichneumon och familjen brokparasitsteklar. Inga underarter finns listade i Catalogue of Life.